# Granby (Massachusetts)
Granby és un poble dels Estats Units a l'estat de Massachusetts. Segons el cens del 2000 tenia 6.132 habitants.

## Demografia
Segons el cens del 2000, Granby tenia 6.132 habitants, 2.247 habitatges, i 1.662 famílies. La densitat de població era de 85 habitants/km².
Dels 2.247 habitatges en un 34,5% hi vivien nens de menys de 18 anys, en un 62,8% hi vivien parelles casades, en un 8,2% dones solteres, i en un 26% no eren unitats familiars. En el 20,1% dels habitatges hi vivien persones soles el 7,9% de les quals corresponia a persones de 65 anys o més que vivien soles. El nombre mitjà de persones vivint en cada habitatge era de 2,71 i el nombre mitjà de persones que vivien en cada família era de 3,15.
Per edats la població es repartia de la següent manera: un 25,5% tenia menys de 18 anys, un 7% entre 18 i 24, un 30,6% entre 25 i 44, un 25,2% de 45 a 60 i un 11,7% 65 anys o més.
L'edat mediana era de 38 anys. Per cada 100 dones de 18 o més anys hi havia 94,3 homes.
La renda mediana per habitatge era de 54.293 $ i la renda mediana per família de 57.632$. Els homes tenien una renda mediana de 40.833 $ mentre que les dones 30.597$. La renda per capita de la població era de 23.209$. Entorn de l'1% de les famílies i el 2,2% de la població estaven per davall del llindar de pobresa.